# Portugal International 1989
Die Portugal International 1989 fanden vom 3. bis zum 4. Juli 1989 in Peniche statt. Es war die 24. Auflage dieser internationalen Titelkämpfe von Portugal im Badminton.

## Sieger und Platzierte
| Disziplin    | Gold                          | Silber                        | Bronze         |
| ------------ | ----------------------------- | ----------------------------- | -------------- |
| Herreneinzel | Øystein Larsen                | Trond Wåland                  | Jorge Cação    |
| Herreneinzel | Øystein Larsen                | Trond Wåland                  | Manuel Machado |
| Dameneinzel  | Maria José Gomes              | Iolanda Oliveira              |                |
| Dameneinzel  | Maria José Gomes              | Iolanda Oliveira              |                |
| Herrendoppel | Øystein Larsen Trond Wåland   | Flemming Glyager Henrik Bruun |                |
| Herrendoppel | Øystein Larsen Trond Wåland   | Flemming Glyager Henrik Bruun |                |
| Damendoppel  | Maria José Gomes Zamy Gomes   | Gitte Hansen Helle Fals       |                |
| Damendoppel  | Maria José Gomes Zamy Gomes   | Gitte Hansen Helle Fals       |                |
| Mixed        | Flemming Glyager Gitte Hansen | Fernando Silva Sonia Lopes    |                |
| Mixed        | Flemming Glyager Gitte Hansen | Fernando Silva Sonia Lopes    |                |

## Finalergebnisse
| Disziplin    | Sieger                        | Finalist                      | Ergebnis          |
| ------------ | ----------------------------- | ----------------------------- | ----------------- |
| Herreneinzel | Øystein Larsen                | Trond Wåland                  | 16–17, 15–3, 15–2 |
| Dameneinzel  | Maria José Gomes              | Iolanda Oliveira              | 11–7, 11–6        |
| Herrendoppel | Øystein Larsen Trond Wåland   | Flemming Glyager Henrik Bruun | 15–6, 15–3        |
| Damendoppel  | Maria José Gomes Zamy Gomes   | Gitte Hansen Helle Fals       | 18–15, 15–2       |
| Mixed        | Flemming Glyager Gitte Hansen | Fernando Silva Sonia Lopes    | 15–5, 15–9        |